# 國際稻米研究所
國際稻米研究所（英語：International Rice Research Institute, IRRI）是一亞洲歷史悠久且規模完善之國際農業研究機構，總部位於菲律賓，主要工作在稻作試驗和品種改良以減少貧窮與飢餓。

## 水稻品種IR8
以台灣在來米低腳烏尖(DGWG;dee-geo-woo-gen)稻種與印尼一個較高的稻種(PETA)雜交培育於1966推出「IR8」品種，被譽為「第一個綠色革命的品種」。